# Сент-Джонс, Адела Роджерс
Адела Нора Роджерс Сент-Джонс (англ. Adela Nora Rogers St Johns; род. 20 мая 1894 — 10 августа 1988) — американская журналистка, писательница и сценаристка. Она написала несколько сценариев для немого кино, но самый большой вклад сделала для звукового кино.

## Биография
Сент-Джонс родилась в Лос-Анджелесе, единственная дочь выдающегося адвоката по уголовным делам Эрла Роджерса и его жены Харриет Грин Белл.
Она получила свою первую работу в 1912 году, работая в качестве корреспондента в газете. Увидев её работы в San Francisco Examiner, Джеймс Р. Квирк предложил ей работу в новом журнале Photoplay. Сент-Джонс согласилась на работу, чтобы больше времени проводить с мужем и детьми. Её интервью со знаменитостями помогли журналу стать популярным, и она заработала репутацию «слезливой сестры» из-за её многочисленных откровенных интервью с голливудскими звездами.
В 1932 году Сент-Джонс номинировалась (совместно с Джейн Мёрфин) на «Оскар» в категории «Лучший сценарий» за фильм «Сколько стоит Голливуд?», но не выиграла награды.
В середине 1930-х годов, она переехала в Вашингтон, округ Колумбия, чтобы писать о национальной политике для Washington Herald. В 1948 году Сент-Джонс снова уволилась с работы, чтобы писать книги.
22 апреля 1970 года Адела Сент-Джонс была награждена Президентской медалью Свободы.

### Личная жизнь
Сент-Джонс была трижды замужем и имела четырёх детей. Её первым мужем был редактором газеты Los Angeles Herald-Examiner Уильям Иван Сент-Джонс, с которым она вышла замуж в 1914 году. Они имели двух детей, и развелись в 1927. Однако уже в следующем году она вышла замуж за футбольную звезду стэнфордского университета Ричарда Хайленда. В этом браке родился один сын, Ричард. Адела и Ричард развелись в 1934 году. Третий брак Сент-Джонс состоялся с Ф. Патрик О'Тулом. Они поженились в 1936 году и развелись в октябре 1942
10 августа 1988 года Сент-Джонс умерла в санатории южного округа в Арройо Гранде, штат Калифорния, в возрасте 94 лет. Она похоронена в Мемориальном парке Forest Lawn в Глендейле, штат Калифорния.

## Избранная фильмография
- 1918: Меченые карты / Marked Cards
- 1925: Леди в ночи / Lady of the Night
- 1925: Девичьи посиделки / Pretty Ladies
- 1931: Вольная душа / A Free Soul
- 1934: Похищен ребёнок мисс Фейн / Miss Fane's Baby Is Stolen